# تروپاله
تروپاله (به لاتین: Trupale}} یک روستا در صربستان است که در ناحیه نیشاوا واقع شده‌است.